# Обрне
Обрне (словен. Obrne) — поселення в общині Блед, Горенський регіон, Словенія. Висота над рівнем моря: 511,2 м.